# Сергеев, Виктор Иванович
Виктор Иванович Сергеев (20 января 1921, Орша, Тверская губерния — 16 декабря 2008, Санкт-Петербург) — советский и российский учёный и конструктор в системе атомной промышленности СССР, организатор науки и техники, доктор технических наук. Лауреат Ленинской премии. Заслуженный изобретатель РСФСР. Герой Социалистического Труда (1985).

## Биография
Родился 20 января 1921 года в селе Орша (ныне — в Калининском районе Тверской области) в крестьянской семье, в возрасте девяти лет вместе со своей семьёй переехал в Москву.
С 1938 года после окончания с отличием Московской средней школы начал обучаться на факультете колёсно-гусеничных машин Московского высшего технического училища имени Н. Э. Баумана. В 1941 году, после начала Великой Отечественной войны был призван в ряды Рабоче-Крестьянской Красной армии и направлен бойцом в 7-ю Бауманскую дивизию Московского народного ополчения. С конца 1941 по 1944 год вновь обучался на МВТУ имени Н. Э. Баумана, в 1943 году в период учёбы в МВТУ на военном полигоне ГАУ РККА в группе специалистов занимался изучением и определением уязвимых мест конструкции немецкого танка «Tiger».
С 1944 года начал работать инженером-конструктором в Особом Конструкторском бюро Ленинградского Кировского завода, принимал участие в разработке оборудования для промышленного производства обогащённого урана. С 1945 по 1998 год, в течение пятидесяти трёх лет, В. И. Сергеев работал в Центральном конструкторском бюро машиностроения, с 1975 по 1997 год был заместителем главного конструктора этого бюро, являлся одним из инициаторов разработки газовых центрифуг для разделения изотопов урана газодиффузионным методом.
29 июля 1966 года Указом Президиума Верховного Совета СССР «за выдающиеся достижения в создании новой техники» Виктор Иванович Сергеев был награждён Орденом Трудового Красного Знамени.
24 декабря 1970 года Указом Президиума Верховного Совета СССР «за выдающиеся достижения в создании новой техники» Виктор Иванович Сергеев был награждён Орденом Ленина.
29 июля 1985 года «закрытым» Указом Президиума Верховного Совета СССР «за создание и совершенствование газовых центрифуг и обогатительного производства» Виктор Иванович Сергеев был удостоен звания Героя Социалистического Труда с вручением Ордена Ленина и золотой медали «Серп и Молот».
С 1992 по 1998 год — директор научно-технического центра «ЦЕНТРОТЕХ-ЦКБМ» и заместитель директора Центрального конструкторского бюро машиностроения. В. И. Сергеев был автором около пятидесяти трёх изобретений в области центробежной техники для разделения изотопов.
Скончался 16 декабря 2008 года в Санкт-Петербурге, похоронен на Красненьком кладбище.

## Награды
- Медаль «Серп и Молот» (29.07.1985)
- Два ордена Ленина (24.12.1970; 29.07.1985)
- Орден Трудового Красного Знамени (29.07.1966)
- Орден «За заслуги перед Отечеством» IV степени (2.05.1996 года, № 635[3])

### Премии
- Ленинская премия

### Звание
- Заслуженный изобретатель РСФСР